# الکساندر فاندرات
الکساندر فاندرات (انگلیسی: Oleksandr Funderat؛ زادهٔ ۲۴ نوامبر ۱۹۷۲) بازیکن فوتبال اهل اوکراین است.